# 菲特里湖
菲特里湖（法語：Lac Fitri）是乍得中部的一座淡水湖:2，位於恩賈梅納以東300公里，巴塔区的阿提以西约100千米，湖泊面積約5万公顷，湖水浅，在雨季的面積增加至平時的3倍，湖水由來自季節性雨水的河流如巴塔河（Batha River），集水區面積約700,000平方公里，水源主要位于瓦達伊區的山地，是濕地公約保護的重要濕地，该湿地环绕湖泊，其面积为1950平方千米。與乍得湖一樣，菲特里湖的面積不斷減少，菲特里湖曾經在20世紀初及1984年至1985年的嚴重旱災時乾涸。
和其它乍得盆地的湖泊一样菲特里湖的盐度很低。当地人称它为乍得湖的弟弟。直到5000年前它们还是同一座湖。对于当地人来说菲特里湖是一个非常重要的食品来源，每年从湖里能够打3000吨鱼。